# Escut de Castellonet de la Conquesta
L'escut de Castellonet de la Conquesta és un símbol representatiu oficial del municipi valencià de Castellonet de la Conquesta (la Safor). Té el següent blasonament:
| « | Escut ibèric de boca redona, partit i mig truncat. Al primer quarter, en camper de gules, un castell d'argent, terrassat d'or i maçonat i aclarit de sable. Al segon quarter, en camper d'or, tres pins de sinople damunt de tres monts també de sinople. Al tercer quarter, d'atzur, una ala d'or. Per timbre, una corona reial oberta. | » |

## Història
Aprovat per Resolució del 5 de març de 1993, del conseller d'Administració Pública, publicada en el DOGV núm. 2.018, del 6 de maig de 1993.
El castell és un senyal parlant tradicional que al·ludeix a l'antic castell que va donar nom al poble, actualment desaparegut, del qual només es conserva un arc. Al costat apareixen les armes dels Almúnia, cavallers de la conquesta, que n'ostentaren la senyoria fins al segle xix.